# Nederlands voetbalelftal (mannen)
Het Nederlands voetbalelftal is een team van mannelijke voetballers dat Nederland vertegenwoordigt in interlandwedstrijden. Het team wordt ook wel "Oranje" genoemd, naar de kleur van het shirt, waarmee weer wordt verwezen naar de Nederlandse koninklijke familie Oranje-Nassau.
Het Nederlands elftal speelt zijn thuiswedstrijden doorgaans in Amsterdam, Rotterdam of Eindhoven. Nederland won het EK van 1988 en bereikte in 1974, 1978 en 2010 de finale van het WK. Geen ander land heeft zo vaak in een WK-finale gestaan zonder het toernooi ooit te hebben gewonnen. Verder won het team driemaal brons op de Olympische Spelen en werd het tweede tijdens de eerste editie van de UEFA Nations League. Het Nederlands elftal bereikte in augustus 2011 de eerste plaats op de FIFA-wereldranglijst, voor het eerst sinds de invoering daarvan in 1992. Het dieptepunt werd bereikt in augustus 2017, toen Nederland 36e stond.

## Historie

### Eerste interland
Het Nederlands elftal speelde zijn eerste officiële interland op 30 april 1905 tegen buurland België. In het Kiel Stadion in Antwerpen was de stand na reguliere speeltijd 1-1. Hierop werd verlengd. Voor Nederland scoorde Eddy de Neve driemaal in de extra tijd, nadat hij ook al het eerste doelpunt had gemaakt, en zo wist het Nederlands elftal onder leiding van Cees van Hasselt voor de ogen van zo'n achthonderd toeschouwers zijn eerste wedstrijd met 4-1 te winnen van de zuiderburen.

### Olympische Spelen

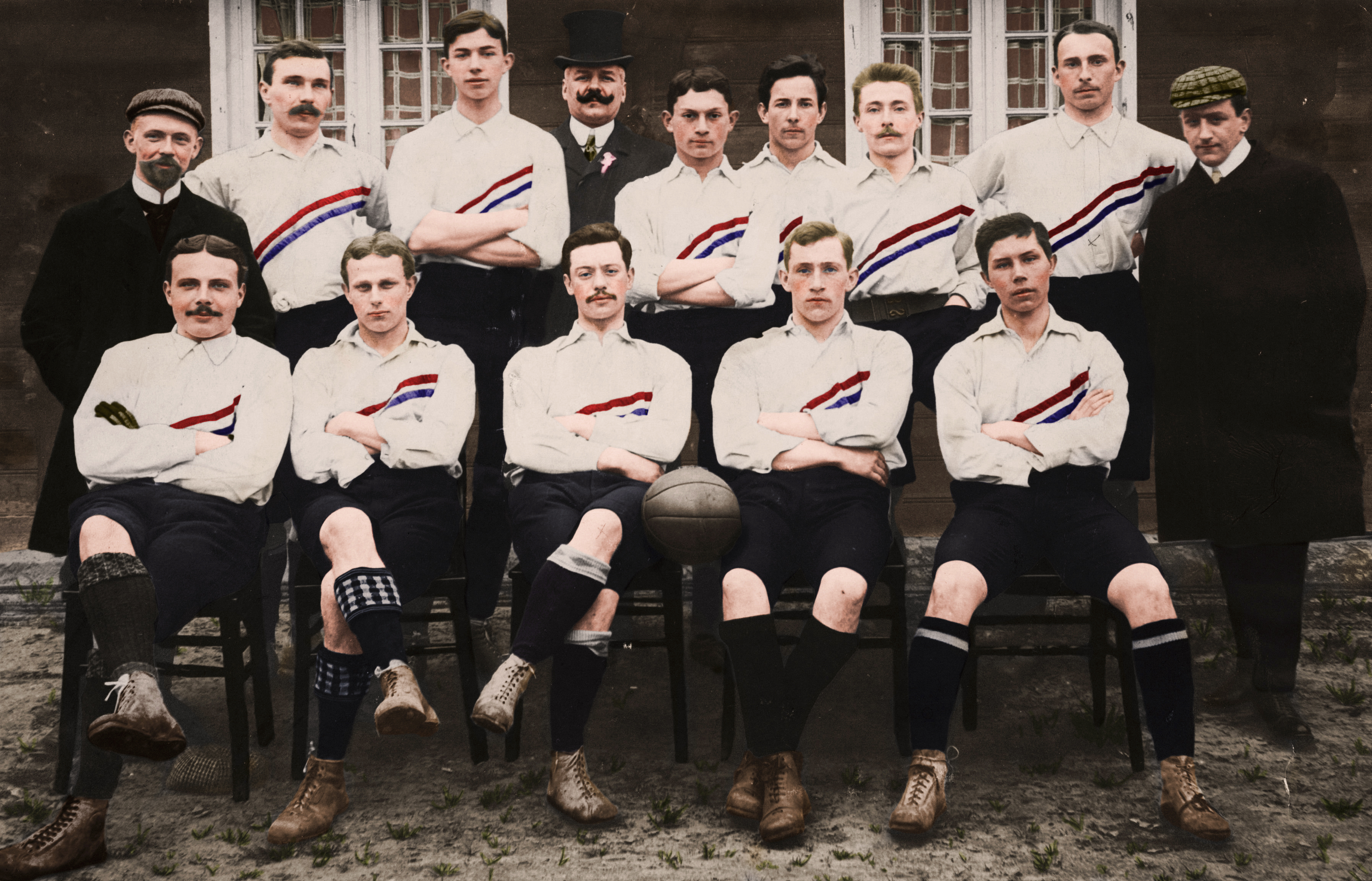
Eerste interland van het Nederlands voetbalelftal, tegen België in Antwerpen (1-4). Achterste rij: secretaris van de Nederlands Elftalcommissie Van Hasselt, De Korver, Lutjens, Belgische official Havenith, Stom, Kessler, Stol, De Neve, grensrechter Willing. Voorste rij: Beeuwkes, Gleenewinkel Kamperdijk, Boomsma, Lotsij, De Vos.

In 1908 nam Nederland voor het eerst deel aan een officieel toernooi. Op de Olympische Spelen, die in Londen werden gehouden, werd een bronzen medaille verdiend door in de troostfinale met 2-0 van Zweden te winnen. Ook in 1912 werd een bronzen plak behaald. Na overwinningen op Zweden (4-3) en Oostenrijk (3-1) werd in de halve finale met 4-1 van Denemarken verloren. In de troostfinale werd Finland met 9-0 ruim verslagen, waarmee het brons veilig gesteld werd. Het eerstvolgende toernooi werd pas in 1920 gehouden vanwege de Eerste Wereldoorlog. Hier wist Nederland wederom een bronzen medaille te behalen. In de strijd om de 3e plaats werd met 3-1 verloren van Spanje. Finalist Tsjecho-Slowakije werd echter gediskwalificeerd, zodat Spanje alsnog de zilveren en Nederland de bronzen medaille kreeg uitgereikt. Op de daaropvolgende Spelen waar Nederland zich voor kwalificeerde, kwam het elftal nooit verder dan de vierde plaats.
- Bioscoopjournaal uit april 1922. Voetbalwedstrijd tussen Nederland en Denemarken.
- Bioscoopjournaal uit september 1947. In het Olympisch Stadion te Amsterdam wordt (in de regen) de voetbalwedstrijd Nederland-Zwitserland gespeeld (6-2). Aan Nederlandse kant (zwarte broeken) spelen mee: Joop Stoffelen; Hennie Möring; Piet Kraak; Henk Schijvenaar; Arie de Vroet; Henk van der Linden; Abe Lenstra; Kees Rijvers; Faas Wilkes; Gé van Dijk; Guus Dräger. Doelpunten van Lenstra, Wilkes, Rijvers en Dräger.
- Bioscoopjournaal uit 1948. Voetbalwedstrijd Noorwegen – Nederland, eindstand 1-2. Aan Nederlandse kant spelen mee: Joop Stoffelen; Jeu van Bun; Piet Kraak; Rinus Terlouw; Arie de Vroet; Henk Schijvenaar; Cock van der Tuijn; Kees Rijvers; André Roosenburg; Faas Wilkes, Mick Clavan. Nederlandse doelpunten van Clavan en Van der Tuyn.
- Bioscoopjournaal uit april 1948. In het Feyenoordstadion te Rotterdam wordt de voetbalwedstrijd Nederland-België gespeeld (2-2).

### WK's en EK's

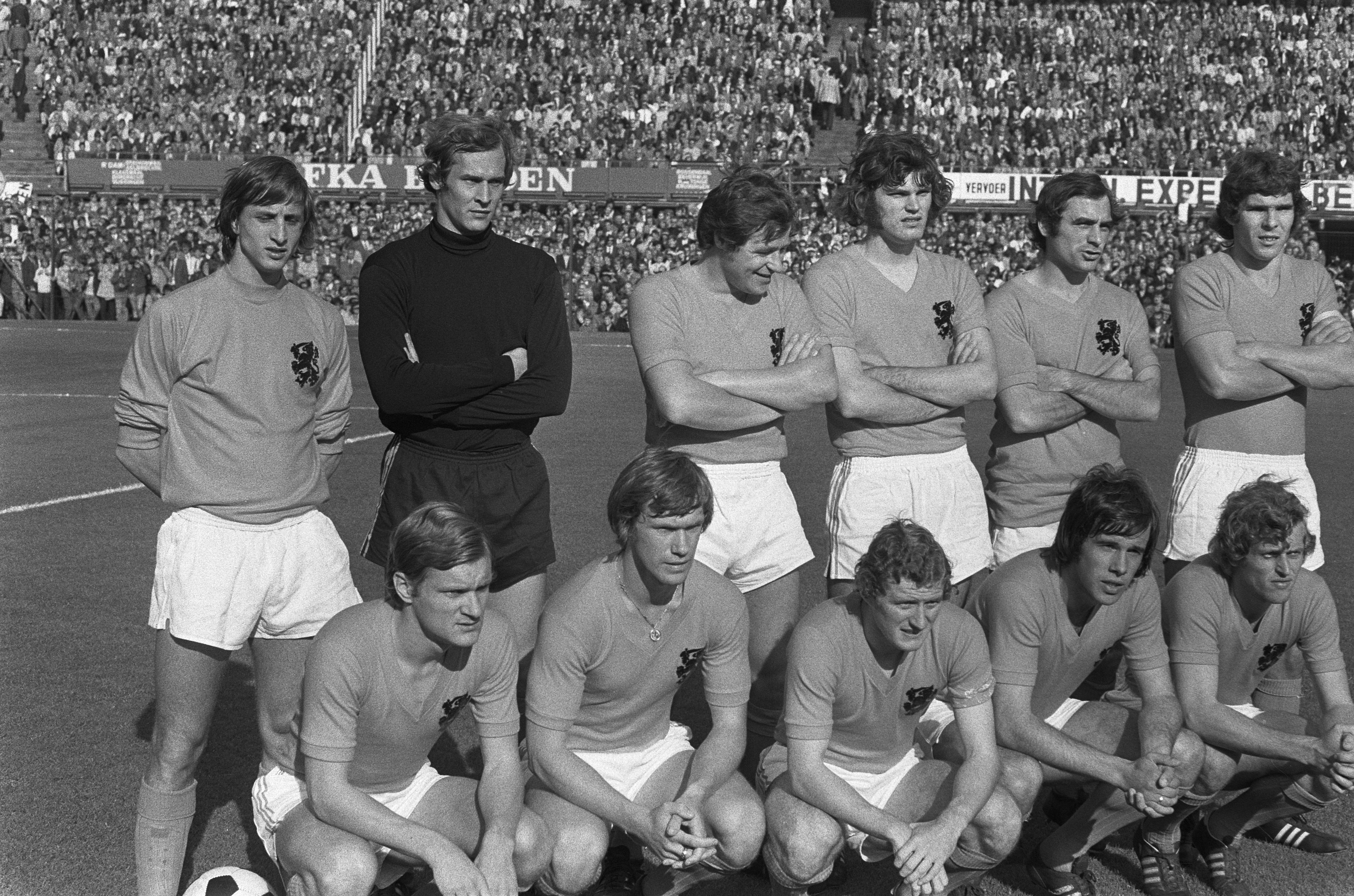
Nederlands elftal in 1971 voor de wedstrijd tegen Oost-Duitsland

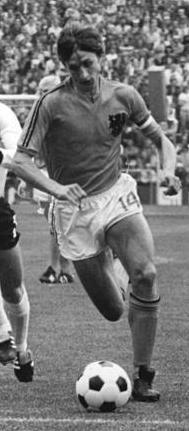
Johan Cruijff in 1974

Het Nederlands elftal onder leiding van de Engelse bondscoach Bob Glendenning begon in 1934 voor het eerst aan de kwalificatie voor het wereldkampioenschap voetbal, dat vier jaar eerder voor het eerst door de FIFA werd georganiseerd. Het elftal kwalificeerde zich voor de eindronde in Italië, maar kon na één wedstrijd zijn koffers alweer pakken door 3-2 te verliezen van Zwitserland. Ook vier jaar later kwalificeerde het elftal zich, maar moest eveneens na één ronde alweer het toernooi verlaten doordat er met 3-0 werd verloren van Tsjecho-Slowakije. Aan de kwalificatie voor de WK's van 1950 en 1954 nam de ploeg niet deel. Pas na invoering van de Eredivisie in 1956 schreef de ploeg zich weer in voor de kwalificaties. Intussen organiseerde de UEFA in 1960 voor het eerst het Europees kampioenschap voetbal, waarbij Nederland niet deelnam aan de kwalificatie voor het eerste toernooi.
Vanaf het 4e kwartaal van 1971 boekte het Nederlands elftal ongeveer een decennium lang constant goede resultaten. In de periode half 1972-eind 1973 wist Nederland zich voor het eerst weer voor een eindtoernooi te plaatsen: het WK 1974. Nederland speelde totaalvoetbal onder aanvoering van Johan Cruijff en onder leiding van Rinus Michels, die deze toen nog revolutionaire speelstijl voor het eerst hadden toegepast in hun gezamenlijke periode bij Ajax (1965-1971). In de periode half 1969-half 1974 wonnen Ajax en Feyenoord ook diverse Europese bekers (Ajax won liefst 3 maal op rij de Europacup I in de seizoenen 1970/71, 1971/72 en 1972/73). Op het WK van 1974 in Duitsland bereikte Nederland de finale, waar het onderuitging tegen gastland West-Duitsland (doelsaldo Nederland hele toernooi: +12 (15-3)). Twee jaar later kwam Nederland voor het eerst uit op een EK. In Joegoslavië verloor Nederland de halve finale met 3-1 na verlenging van Tsjechoslowakije, waarna Nederland in de troostfinale met een door rode kaarten en blessures noodgedwongen gewijzigd team met 2-3 na verlenging van het gastland won. Ondanks een zwakke start eind 1976, wist Nederland zich ook in de periode september 1976-oktober 1977 te kwalificeren, ditmaal voor het WK 1978. Ondanks het ontbreken van Johan Cruijff en Willem van Hanegem en een zwakke 1e ronde op het WK 1978 in juni, werd toen weer de finale bereikt, waarin Nederland ditmaal verloor van gastland Argentinië (3-1 na verlenging). De kwalificatiefase voor het EK 1980 tussen september 1978 en november 1979 verliep goed, met onder andere een uitzege tegen Zwitserland (1-3) en 2 ruime thuiszeges tegen Oost-Duitsland (3-0) en Zwitserland (3-0). Op het EK van 1980 in juni, kwam de ploeg echter niet verder dan de eerste ronde (1-0 zege, 3-2 verlies, 1-1 gelijkspel).
De periode oktober 1971-maart 1980 was dus over het algemeen zeer succesvol voor Oranje, met uitzondering van een flinke dip in de eerste 3 kwartalen van 1975. De gouden periode liep van augustus 1972-(juli) 1974, de zilveren periode van oktober 1975-november 1978, de bronzen periode van maart 1979-maart 1980/juni 1980.
Bondscoaches waren achtereenvolgens Frantisek Fadrhonc, Rinus Michels, George Knobel, Jan Zwartkruis, Ernst Happel, en opnieuw Jan Zwartkruis. Assistent-trainer was Cor van der Hart (1973-half 1974). Enkele bekende spelers waren Johan Cruijff, Ruud Krol, Arie Haan, Johan Neeskens, Johnny Rep, Ruud Geels, Rob Rensenbrink, Wim Rijsbergen, Wim Jansen, Wim van Hanegem, Theo de Jong, Jan van Beveren, Willy van der Kuylen, Willy van de Kerkhof, René van de Kerkhof. Later vulden Kees Kist, Frans Thijssen, Jan Peters (NEC, AZ'67, 1954 geboren) en Tscheu La Ling de selectie van Oranje aan. Vanaf het WK 1978 werden Piet Wildschut, Ernie Brandts, Jan Poortvliet en Dick Schoenaker aan de selectie toegevoegd, die Nederland de benodigde impulsen gaven in de 2e ronde, waar het in de 1e ronde aan ontbrak. Als laatsten kwamen Huub Stevens, John Metgod, Simon Tahamata, Pierre Vermeulen, Ben Wijnstekers en Michel van de Korput bij de selectie, na het WK 1978.
Op de voor Nederland succesvolle jaren 70 volgde de periode half 1980-half 1986, waarin het elftal zich voor drie achtereenvolgende eindtoernooien steeds net niet wist te kwalificeren. Tussen september 1980 en februari 1981 lieten Jan Zwartkruis en diens opvolger Rob Baan enkele vrij jonge spelers debuteren: Joop Hiele, Pier Tol, Keje Molenaar en Romeo Zondervan, die echter geen blijvende keus zouden zijn; Nederland reduceerde door slechte resultaten in het 3de trimester van 1980 zijn kansen op deelname aan het WK 1982 sterk. Vanaf september 1981/maart 1982 begon bondscoach Kees Rijvers definitief met het bouwen van een jong team. Hij liet onder anderen Wim Kieft, Frank Rijkaard, Gerald Vanenburg, René van der Gijp, Jurrie Koolhof, Michel Valke en Ruud Gullit debuteren, nadat Edo Ophof in maart 1981 al had gedebuteerd. In 1983 voegden zich voorts nog Ronald Koeman, Erwin Koeman, Marco van Basten en Sonny Silooy bij de selectie. Pas in de periode oktober 1986-december 1987 kwalificeerde Nederland zich weer eens. 1988, het jaar waarin PSV de Europacup I won, was het elftal weer present op een eindtoernooi (EK 1988). Na een moeizame groepsfase werd gastland West-Duitsland met 2-1 verslagen in Hamburg, waarna Nederland in de finale opnieuw tegenover de Sovjet-Unie kwam te staan. Door doelpunten van Ruud Gullit en Marco van Basten en een gestopte strafschop van Hans van Breukelen won Nederland de wedstrijd met 2-0 en werd zodoende Europees kampioen.
|                                                            |                                      |               |             | |
| 25 juni 1988                                               | Nederland                            | 2 – 0 (1 – 0) | Sovjet-Unie | Opstelling Nederland: |
| Olympiastadion, München 72.308 toeschouwers Michel Vautrot | Ruud Gullit 33' Marco van Basten 54' |               |             | Van Breukelen, Van Aerle, Rijkaard, R. Koeman, Van Tiggelen, Vanenburg, Wouters, Mühren, E. Koeman, Van Basten, Gullit Bondscoach: Rinus Michels |

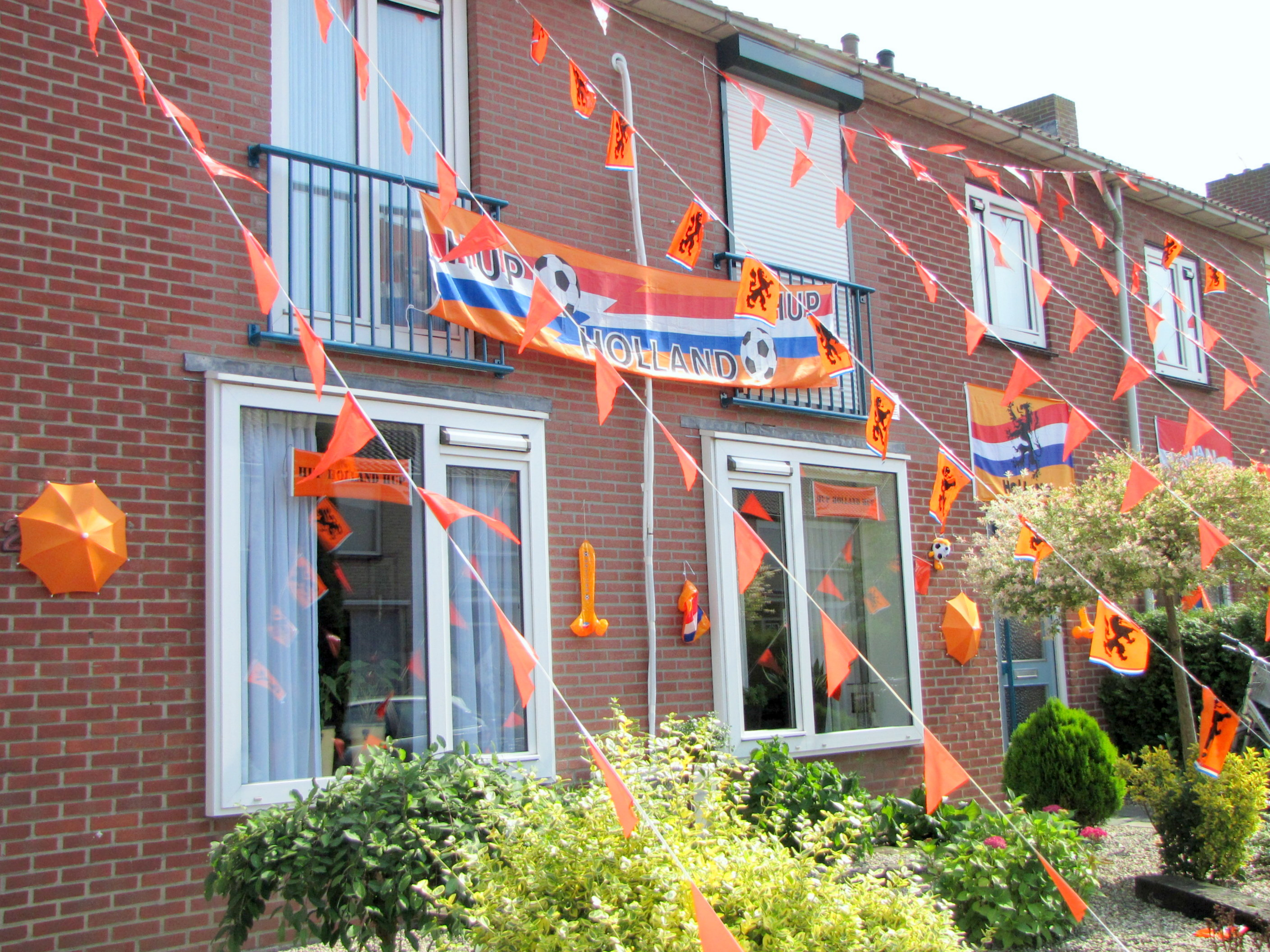
Huis in Silvolde in oranje tijdens WK 2010

Op het WK in 1998 dat in Frankrijk werd gehouden bereikte het Nederlands elftal de halve finale, waar het na strafschoppen van Brazilië verloor. Op de EK's van 1992 en 1996 was Nederland ook al na een strafschoppenserie uitgeschakeld, hetgeen ook gebeurde op het EK in 2000 dat in eigen land werd gehouden. Ditmaal was het Italië dat in de halve finale vanaf elf meter beter was. Nederland had tijdens de wedstrijd ook al twee strafschoppen gemist.
Onder bondscoach Louis van Gaal liep Nederland in 2001 de kwalificatie mis voor het WK in 2002.

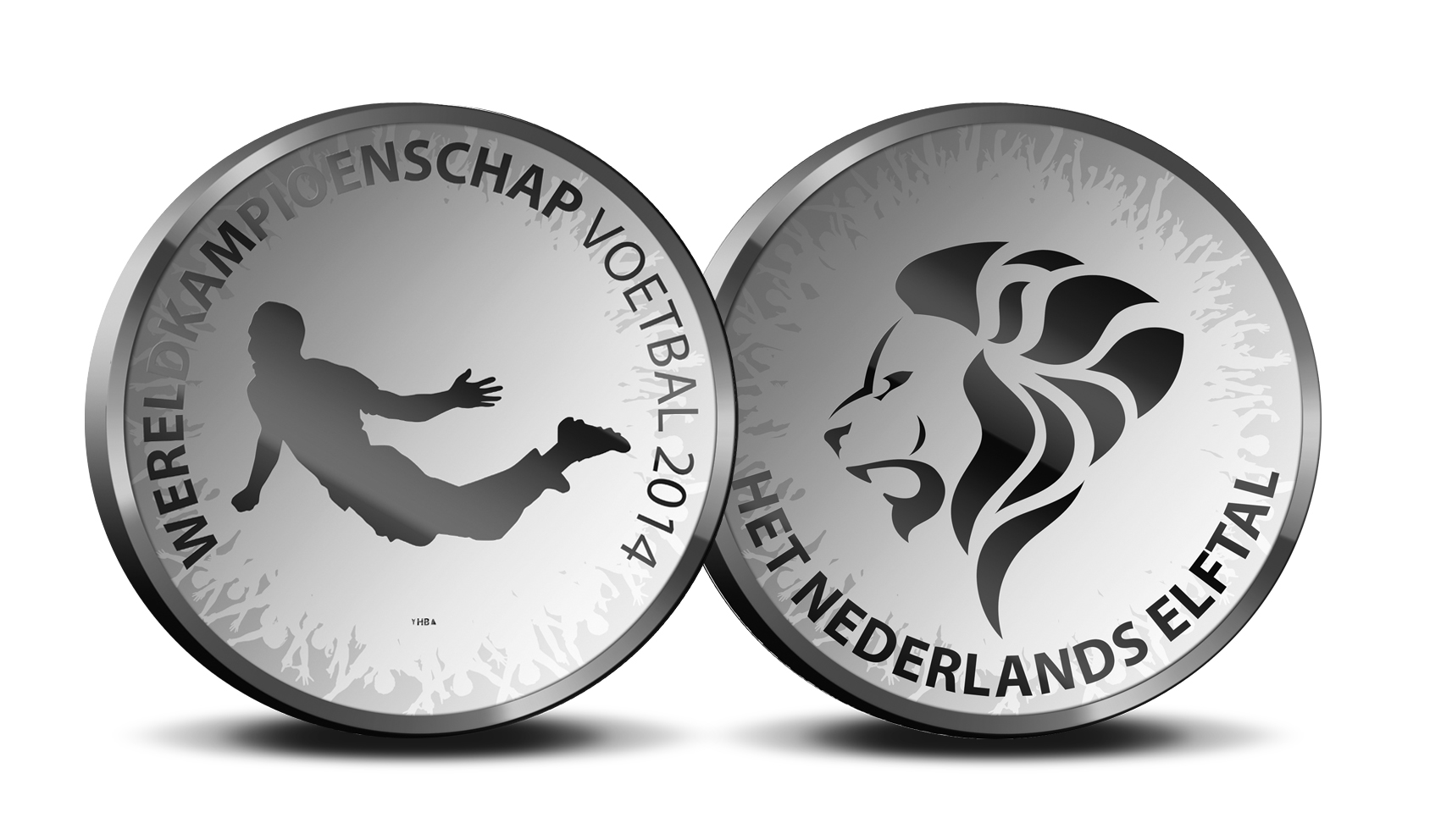
Oranje Penning 2014, ontworpen door Hennie Bouwe.

Het elftal rekende op het EK 2004 in Portugal af met het penaltysyndroom. In de kwartfinales werd van Zweden eindelijk gewonnen na een strafschoppenserie. In de halve finale was gastland Portugal echter de betere, waardoor de finale niet werd bereikt. Twee jaar later, op het WK 2006 in Duitsland werd Nederland opnieuw uitgeschakeld door Portugal, dit keer in de achtste finale. Op het EK 2008 werd Nederland in de kwartfinale uitgeschakeld door Rusland. Op het WK 2010 in Zuid-Afrika werd de finale gehaald. De eerste zes wedstrijden werden binnen 90 minuten gewonnen. De finale zelf werd van Spanje na verlenging verloren met 0-1. Het EK 2012 dat daarop volgde eindigde in een deceptie. Hoewel de kwalificatie redelijk vlekkeloos verliep, verloor Nederland op het eindtoernooi alle drie de groepswedstrijden waardoor het gelijk uitgeschakeld was. Na dit EK stapte Bert van Marwijk op en keerde Van Gaal terug als bondscoach. Onder zijn leiding bereikte Nederland op het wereldkampioenschap voetbal 2014 de halve finale, waarin werd verloren van Argentinië; in de daaropvolgende troostfinale won Nederland van gastland Brazilië, waardoor Nederland derde werd op het WK 2014. De Koninklijke Nederlandse Munt bracht ter ere van het WK voetbal in Brazilië een herdenkingspenning uit voor het oranje elftal.
Na het WK 2014 liep het Nederlands elftal onder bondscoach Danny Blind (en Guus Hiddink voor zijn ontslag) in 2015 de kwalificatie voor het EK 2016 mis. Dit was het eerste EK waarop Nederland ontbrak sinds dat van 1984. Ook liep het Nederlands elftal onder bondscoach Dick Advocaat (en Danny Blind voor zijn ontslag) in 2017 de kwalificatie voor het WK 2018 in Rusland mis.
Pas op het EK 2020 zou het Nederlands elftal weer van de partij zijn op een eindronde, nadat het onder leiding van bondscoach Ronald Koeman had geplaatst. Vanwege de coronapandemie werd het toernooi echter een jaar uitgesteld en was Koeman inmiddels hoofdtrainer geworden van Barcelona. Zijn opvolger Frank de Boer was daardoor de eindverantwoordelijke op het EK 2020. Hij mocht, vanwege de pandemie en kans op besmettingen, 26 spelers selecteren. Voor het eerst werden er twee tieners in de definitieve selectie van een eindtoernooi opgenomen; Jurriën Timber en Ryan Gravenberch. Nederland kwam de groepsfase eenvoudig door met drie overwinningen, maar werd in de achtste finale teleurstellend uitgeschakeld door Tsjechië. De Boer stapte daarna, twee dagen na het toernooi, op.
Nederland kwalificeerde zich onder de nieuwe bondscoach Louis van Gaal voor het Wereldkampioenschap voetbal 2022 en werd in de groepsfase ingedeeld in groep A, samen met gastland Qatar, Senegal en Ecuador. Het behaalde 7 punten in zijn groep en werd zodoende groepswinnaar. In de achtste finale speelde Nederland tegen de Verenigde Staten waarvan ze wonnen. Nederland werd in de kwartfinale uitgeschakeld door de latere kampioen Argentinië na een strafschoppenreeks (4-3).
Na het WK 2022 werd van Gaal opgevolgd door Ronald Koeman, die aan zijn tweede periode bij het Nederlands elftal begon. Nederland kwalificeerde zich na het behalen van de tweede plek in Poule B van de kwalificatieronde rechtstreeks voor het EK 2024 in Duitsland. Op het eindtoernooi kwam Nederland uit in Poule D en kwalificeerde het zich als de beste nummer drie van de poulefase voor de knockoutfase na een overwinning op Polen (1-2), een gelijkspel tegen Frankrijk (0-0) en een nederlaag tegen Oostenrijk (3-2). In de achtste finale werd Roemenië (0-3) verslagen en in de kwartfinale Turkije (2-1). Nederland werd in de halve finale uitgschakeld door Engeland (1-2).

## Prestaties op eindrondes

### Wereldkampioenschap
| Wereldkampioenschap voetbal | Wereldkampioenschap voetbal    | Wereldkampioenschap voetbal    | Wereldkampioenschap voetbal    | Wereldkampioenschap voetbal    | Wereldkampioenschap voetbal    | Wereldkampioenschap voetbal    | Wereldkampioenschap voetbal    | Wereldkampioenschap voetbal    |
| Jaar                        | Ronde                          | Wed.                           | W                              | G                              | V                              | DV                             | DT                             | Kwal                           |
| --------------------------- | ------------------------------ | ------------------------------ | ------------------------------ | ------------------------------ | ------------------------------ | ------------------------------ | ------------------------------ | ------------------------------ |
| 1930                        | Niet deelgenomen               | Niet deelgenomen               | Niet deelgenomen               | Niet deelgenomen               | Niet deelgenomen               | Niet deelgenomen               | Niet deelgenomen               | Niet deelgenomen               |
| 1934                        | 1e ronde                       | 1                              | 0                              | 0                              | 1                              | 2                              | 3                              | (Kwal.)                        |
| 1938                        | 1e ronde                       | 1                              | 0                              | 0                              | 1                              | 0                              | 3                              | (Kwal.)                        |
| 1950                        | Niet deelgenomen               | Niet deelgenomen               | Niet deelgenomen               | Niet deelgenomen               | Niet deelgenomen               | Niet deelgenomen               | Niet deelgenomen               | Niet deelgenomen               |
| 1954                        | Niet deelgenomen               | Niet deelgenomen               | Niet deelgenomen               | Niet deelgenomen               | Niet deelgenomen               | Niet deelgenomen               | Niet deelgenomen               | Niet deelgenomen               |
| 1958                        | Niet gekwalificeerd            | Niet gekwalificeerd            | Niet gekwalificeerd            | Niet gekwalificeerd            | Niet gekwalificeerd            | Niet gekwalificeerd            | Niet gekwalificeerd            | Niet gekwalificeerd            |
| 1962                        | Niet gekwalificeerd            | Niet gekwalificeerd            | Niet gekwalificeerd            | Niet gekwalificeerd            | Niet gekwalificeerd            | Niet gekwalificeerd            | Niet gekwalificeerd            | Niet gekwalificeerd            |
| 1966                        | Niet gekwalificeerd            | Niet gekwalificeerd            | Niet gekwalificeerd            | Niet gekwalificeerd            | Niet gekwalificeerd            | Niet gekwalificeerd            | Niet gekwalificeerd            | Niet gekwalificeerd            |
| 1970                        | Niet gekwalificeerd            | Niet gekwalificeerd            | Niet gekwalificeerd            | Niet gekwalificeerd            | Niet gekwalificeerd            | Niet gekwalificeerd            | Niet gekwalificeerd            | Niet gekwalificeerd            |
| 1974                        | Tweede                         | 7                              | 5                              | 1                              | 1                              | 15                             | 3                              | (Kwal.)                        |
| 1978                        | Tweede                         | 7                              | 3                              | 2                              | 2                              | 15                             | 10                             | (Kwal.)                        |
| 1982                        | Niet gekwalificeerd            | Niet gekwalificeerd            | Niet gekwalificeerd            | Niet gekwalificeerd            | Niet gekwalificeerd            | Niet gekwalificeerd            | Niet gekwalificeerd            | Niet gekwalificeerd            |
| 1986                        | Niet gekwalificeerd            | Niet gekwalificeerd            | Niet gekwalificeerd            | Niet gekwalificeerd            | Niet gekwalificeerd            | Niet gekwalificeerd            | Niet gekwalificeerd            | Niet gekwalificeerd            |
| 1990                        | Achtste finale                 | 4                              | 0                              | 3                              | 1                              | 3                              | 4                              | (Kwal.)                        |
| 1994                        | Kwartfinale                    | 5                              | 3                              | 0                              | 2                              | 8                              | 6                              | (Kwal.)                        |
| 1998                        | Vierde                         | 7                              | 3                              | 3                              | 1                              | 13                             | 7                              | (Kwal.)                        |
| 2002                        | Niet gekwalificeerd            | Niet gekwalificeerd            | Niet gekwalificeerd            | Niet gekwalificeerd            | Niet gekwalificeerd            | Niet gekwalificeerd            | Niet gekwalificeerd            | Niet gekwalificeerd            |
| 2006                        | Achtste finale                 | 4                              | 2                              | 1                              | 1                              | 3                              | 2                              | (Kwal.)                        |
| 2010                        | Tweede                         | 7                              | 6                              | 0                              | 1                              | 12                             | 6                              | (Kwal.)                        |
| 2014                        | Derde                          | 7                              | 5                              | 2                              | 0                              | 15                             | 4                              | (Kwal.)                        |
| 2018                        | Niet gekwalificeerd            | Niet gekwalificeerd            | Niet gekwalificeerd            | Niet gekwalificeerd            | Niet gekwalificeerd            | Niet gekwalificeerd            | Niet gekwalificeerd            | Niet gekwalificeerd            |
| 2022                        | Kwartfinale                    | 5                              | 3                              | 2                              | 0                              | 10                             | 4                              | (Kwal.)                        |
| 2026                        | Kwalificatie begonnen          | Kwalificatie begonnen          | Kwalificatie begonnen          | Kwalificatie begonnen          | Kwalificatie begonnen          | Kwalificatie begonnen          | Kwalificatie begonnen          | Kwalificatie begonnen          |
| 2030                        | Kwalificatie nog niet begonnen | Kwalificatie nog niet begonnen | Kwalificatie nog niet begonnen | Kwalificatie nog niet begonnen | Kwalificatie nog niet begonnen | Kwalificatie nog niet begonnen | Kwalificatie nog niet begonnen | Kwalificatie nog niet begonnen |
| Totaal                      | 11/22                          | 55                             | 30                             | 14                             | 11                             | 96                             | 52                             |                                |

### Europees kampioenschap
| 1960   | Niet deelgenomen               | Niet deelgenomen               | Niet deelgenomen               | Niet deelgenomen               | Niet deelgenomen               | Niet deelgenomen               | Niet deelgenomen               | Niet deelgenomen               |
| 1964   | Niet gekwalificeerd            | Niet gekwalificeerd            | Niet gekwalificeerd            | Niet gekwalificeerd            | Niet gekwalificeerd            | Niet gekwalificeerd            | Niet gekwalificeerd            | Niet gekwalificeerd            |
| 1968   | Niet gekwalificeerd            | Niet gekwalificeerd            | Niet gekwalificeerd            | Niet gekwalificeerd            | Niet gekwalificeerd            | Niet gekwalificeerd            | Niet gekwalificeerd            | Niet gekwalificeerd            |
| 1972   | Niet gekwalificeerd            | Niet gekwalificeerd            | Niet gekwalificeerd            | Niet gekwalificeerd            | Niet gekwalificeerd            | Niet gekwalificeerd            | Niet gekwalificeerd            | Niet gekwalificeerd            |
| 1976   | Derde                          | 2                              | 1                              | 0                              | 1                              | 4                              | 5                              | (Kwal.)                        |
| 1980   | 1e ronde                       | 3                              | 1                              | 1                              | 1                              | 4                              | 4                              | (Kwal.)                        |
| 1984   | Niet gekwalificeerd            | Niet gekwalificeerd            | Niet gekwalificeerd            | Niet gekwalificeerd            | Niet gekwalificeerd            | Niet gekwalificeerd            | Niet gekwalificeerd            | Niet gekwalificeerd            |
| 1988   | Winnaar                        | 5                              | 4                              | 0                              | 1                              | 8                              | 3                              | (Kwal.)                        |
| 1992   | Halve finale                   | 4                              | 2                              | 2                              | 0                              | 6                              | 3                              | (Kwal.)                        |
| 1996   | Kwartfinale                    | 4                              | 1                              | 2                              | 1                              | 3                              | 4                              | (Kwal.)                        |
| 2000   | Halve finale                   | 5                              | 4                              | 1                              | 0                              | 13                             | 3                              |                                |
| 2004   | Halve finale                   | 5                              | 1                              | 2                              | 2                              | 7                              | 6                              | (Kwal.)                        |
| 2008   | Kwartfinale                    | 4                              | 3                              | 0                              | 1                              | 10                             | 4                              | (Kwal.)                        |
| 2012   | Groepsfase                     | 3                              | 0                              | 0                              | 3                              | 2                              | 5                              | (Kwal.)                        |
| 2016   | Niet gekwalificeerd            | Niet gekwalificeerd            | Niet gekwalificeerd            | Niet gekwalificeerd            | Niet gekwalificeerd            | Niet gekwalificeerd            | Niet gekwalificeerd            | Niet gekwalificeerd            |
| 2020   | Achtste finale                 | 4                              | 3                              | 0                              | 1                              | 8                              | 4                              | (Kwal.)                        |
| 2024   | Halve finale                   | 6                              | 3                              | 1                              | 2                              | 10                             | 7                              | (Kwal.)                        |
| 2028   | Kwalificatie nog niet begonnen | Kwalificatie nog niet begonnen | Kwalificatie nog niet begonnen | Kwalificatie nog niet begonnen | Kwalificatie nog niet begonnen | Kwalificatie nog niet begonnen | Kwalificatie nog niet begonnen | Kwalificatie nog niet begonnen |
| 2032   | Kwalificatie nog niet begonnen | Kwalificatie nog niet begonnen | Kwalificatie nog niet begonnen | Kwalificatie nog niet begonnen | Kwalificatie nog niet begonnen | Kwalificatie nog niet begonnen | Kwalificatie nog niet begonnen | Kwalificatie nog niet begonnen |
| Totaal | 11/16                          | 44                             | 23                             | 9                              | 12                             | 74                             | 46                             |                                |

### Olympische Spelen
| Jaar  | Organiserende stad | Prestatie Nederland | Meer informatie |
| ----- | ------------------ | ------------------- | --------------- |
| 1908  | Londen             | Derde plaats        | Hoofdartikel    |
| 1912  | Stockholm          | Derde plaats        | Hoofdartikel    |
| 1920  | Antwerpen          | Derde plaats        | Hoofdartikel    |
| 1924  | Parijs             | Vierde plaats       | Hoofdartikel    |
| 1928  | Amsterdam          | Eerste ronde        | Hoofdartikel    |
| 1948  | Londen             | Eerste ronde        | Hoofdartikel    |
| 1952  | Helsinki           | Voorronde           | Hoofdartikel    |
| 2008* | Peking             | Kwartfinale         | Hoofdartikel    |

Enkel de toernooien waar Nederland zich voor wist te kwalificeren zijn weergegeven.
* N.B. In 2008 deed niet het standaard Nederlands elftal mee, maar het Nederlands elftal tot 23, aangevuld met enkele dispensatiespelers.

### UEFA Nations League
| 2018/19 | A | 2e | 6 | 3 | 1 | 2 | 11 | 6 | Stabiel |
| 2020/21 | A | 6e | 6 | 3 | 2 | 1 | 7  | 4 | Stabiel |
| 2022/23 | A | 4e | 6 | 5 | 1 | 0 | 14 | 6 | Stabiel |
| 2024/25 | A | 6e | 6 | 2 | 3 | 1 | 13 | 7 | Stabiel |

## FIFA-wereldranglijst
Hieronder volgt de positie op de FIFA-wereldranglijst aan het eind van elk kalenderjaar.
| 1992 | 1993 | 1994 | 1995 | 1996 | 1997 | 1998 | 1999 | 2000 | 2001 | 2002 | 2003 | 2004 | 2005 | 2006 | 2007 | 2008 | 2009 | 2010 | 2011 | 2012 | 2013 | 2014 | 2015 | 2016 | 2017 | 2018 | 2019 | 2020 | 2021 | 2022 | 2023 | 2024 |
| ---- | ---- | ---- | ---- | ---- | ---- | ---- | ---- | ---- | ---- | ---- | ---- | ---- | ---- | ---- | ---- | ---- | ---- | ---- | ---- | ---- | ---- | ---- | ---- | ---- | ---- | ---- | ---- | ---- | ---- | ---- | ---- | ---- |
| 7    | 7    | 6    | 6    | 9    | 22   | 11   | 19   | 8    | 8    | 6    | 4    | 6    | 3    | 7    | 9    | 3    | 3    | 2    | 2    | 8    | 9    | 5    | 14   | 22   | 20   | 14   | 14   | 14   | 10   | 6    | 6    | 7    |

## Spelersrecords

### Meeste interlands

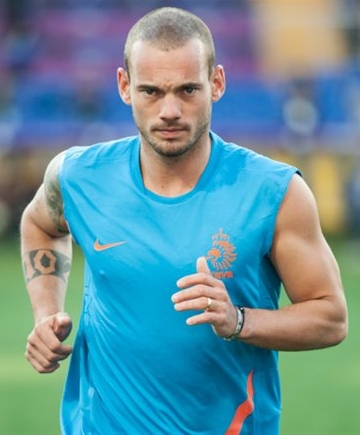
Wesley Sneijder speelde de meeste interlands

|    | Naam                     | Positie      | Carrière   | Interlands | Doelpunten |
| -- | ------------------------ | ------------ | ---------- | ---------- | ---------- |
| 1  | Wesley Sneijder          | Middenvelder | 2003–2018  | 134        | 30         |
| 2  | Edwin van der Sar        | Keeper       | 1995–2008  | 130        | 0          |
| 3  | Frank de Boer            | Verdediger   | 1990–2004  | 112        | 13         |
| 4  | Rafael van der Vaart     | Middenvelder | 2001–2013  | 109        | 25         |
| 5  | Daley Blind              | Verdediger   | 2013–2024  | 108        | 3          |
| 6  | Giovanni van Bronckhorst | Verdediger   | 1996–2010  | 106        | 6          |
| 7  | Dirk Kuijt               | Aanvaller    | 2004–2014  | 104        | 24         |
| 8  | Robin van Persie         | Aanvaller    | 2005–2017  | 102        | 50         |
| 8  | Memphis Depay            | Aanvaller    | 2013–heden | 102        | 50         |
| 10 | Phillip Cocu             | Middenvelder | 1996–2006  | 101        | 10         |

Laatst bijgewerkt: 10 juni 2025

### Meeste doelpunten

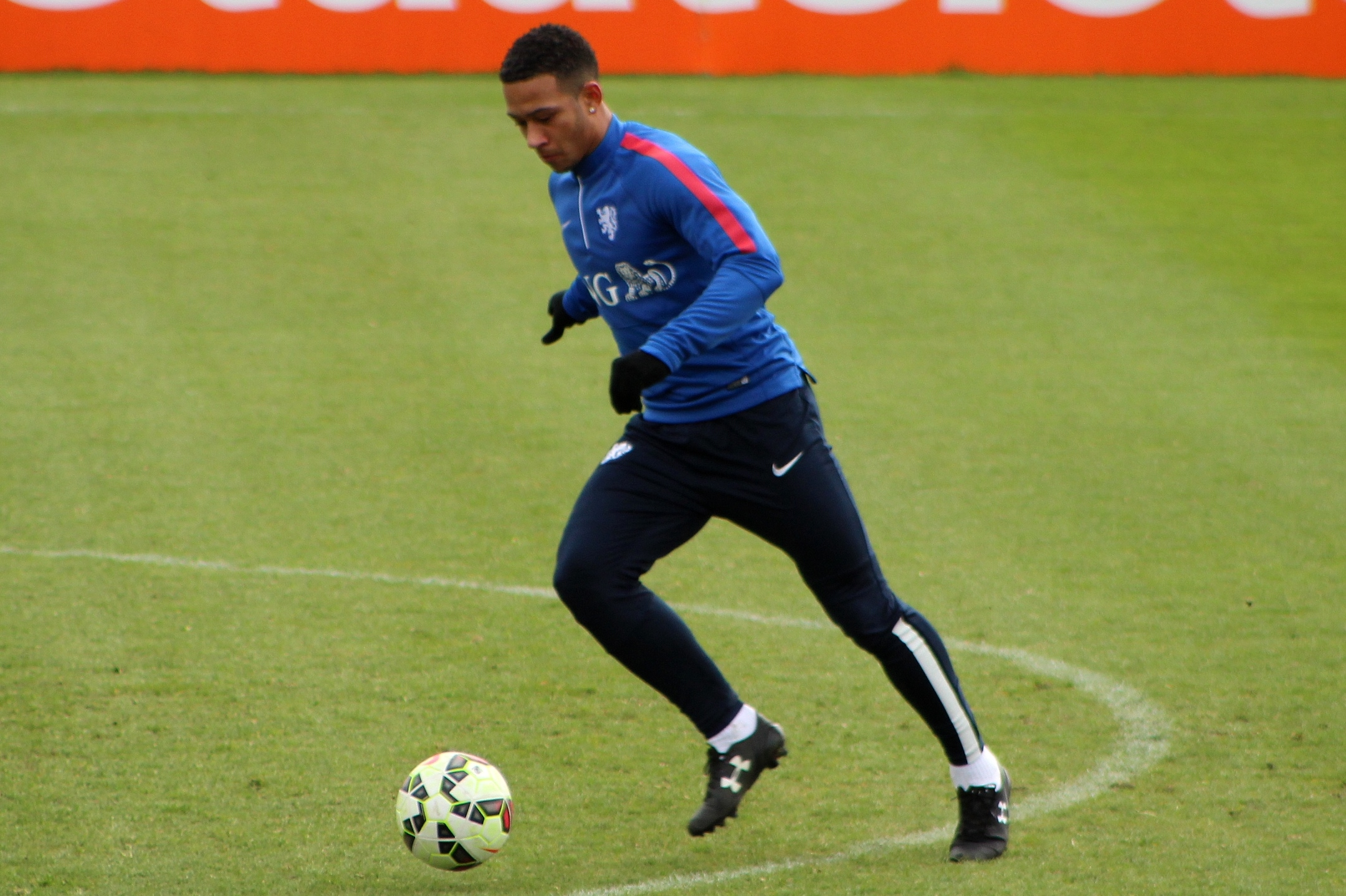
Robin van Persie en Memphis Depay maakte voor Nederland de meeste doelpunten

|   | Naam                 | Carrière   | Doelpunten | Interlands | Doelpunt/Interland |
| - | -------------------- | ---------- | ---------- | ---------- | ------------------ |
| 1 | Robin van Persie     | 2005–2017  | 50         | 102        | 0,49               |
| 1 | Memphis Depay        | 2013–heden | 50         | 102        | 0,49               |
| 3 | Klaas-Jan Huntelaar  | 2006–2015  | 42         | 76         | 0,55               |
| 4 | Patrick Kluivert     | 1994–2004  | 40         | 79         | 0,51               |
| 5 | Dennis Bergkamp      | 1990–2000  | 37         | 79         | 0,47               |
| 5 | Arjen Robben         | 2003–2017  | 37         | 96         | 0,39               |
| 7 | Faas Wilkes          | 1946–1961  | 35         | 38         | 0,92               |
| 7 | Ruud van Nistelrooij | 1998–2011  | 35         | 70         | 0,50               |
| 9 | Abe Lenstra          | 1940–1959  | 33         | 47         | 0,70               |
| 9 | Johan Cruijff        | 1966–1977  | 33         | 48         | 0,69               |

Laatst bijgewerkt: 10 juni 2025

### Meeste keren de nul gehouden

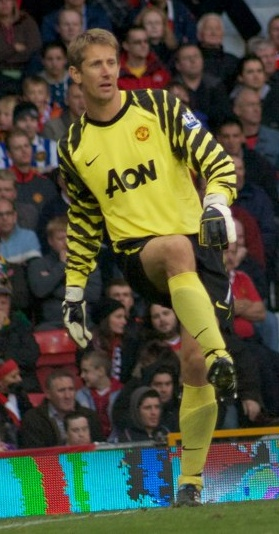
Edwin van der Sar is de speler die het vaakst de nul hield.

|    | Naam                   | Carrière   | De nul gehouden | Interlands | De nul/Interland |
| -- | ---------------------- | ---------- | --------------- | ---------- | ---------------- |
| 1  | Edwin van der Sar      | 1995–2008  | 72              | 130        | 0,55             |
| 2  | Hans van Breukelen     | 1980–1992  | 34              | 73         | 0,47             |
| 3  | Maarten Stekelenburg   | 2004–2021  | 29              | 63         | 0,46             |
| 4  | Jasper Cillessen       | 2013–2023  | 28              | 65         | 0,42             |
| 5  | Piet Schrijvers        | 1971–1984  | 20              | 46         | 0,43             |
| 6  | Jan van Beveren        | 1967–1977  | 16              | 32         | 0,50             |
| 7  | Jan Jongbloed          | 1962–1978  | 14              | 24         | 0,58             |
| 7  | Ed de Goey             | 1992–1998  | 14              | 31         | 0,45             |
| 9  | Eddy Pieters Graafland | 1957–1967  | 12              | 47         | 0,26             |
| 10 | Michel Vorm            | 2008–2014  | 8               | 15         | 0,53             |
| 10 | Bart Verbruggen        | 2023–heden | 8               | 20         | 0,40             |
| 10 | Gejus van der Meulen   | 1924–1934  | 8               | 54         | 0,15             |

Laatst bijgewerkt: 7 juni 2025

### Coaches
Ronald Koeman werd op 1 januari 2023 aangesteld als bondscoach als opvolger van Louis van Gaal. Hij tekende een contract tot en met het WK van 2026.

#### Meeste wedstrijden

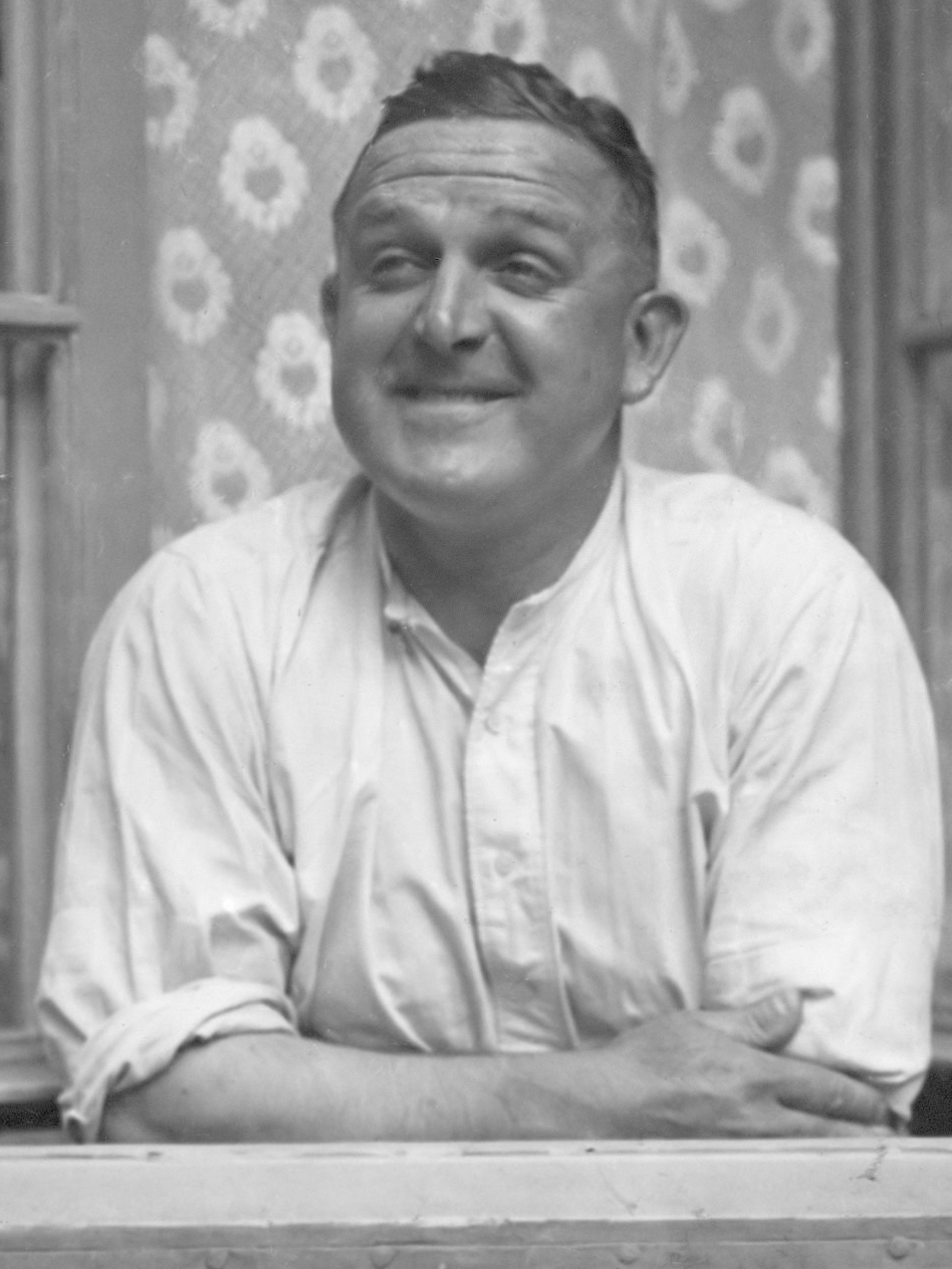
Bob Glendenning is de bondscoach met de meeste wedstrijden.

|    | Naam              | Periode(s)                       | Duels | Winst | Winst % |
| -- | ----------------- | -------------------------------- | ----- | ----- | ------- |
| 1  | Bob Glendenning   | 1923, 1925–1940                  | 87    | 36    | 41,38   |
| 2  | Louis van Gaal    | 2000–2001, 2012–2014, 2021–2022  | 63    | 40    | 64,49   |
| 3  | Dick Advocaat     | 1992–1994, 2002–2004, 2017       | 62    | 37    | 59,68   |
| 4  | Rinus Michels     | 1974, 1984, 1986–1988, 1990–1992 | 53    | 30    | 56,60   |
| 5  | Marco van Basten  | 2004–2008                        | 52    | 35    | 67,31   |
| 5  | Bert van Marwijk  | 2008–2012                        | 52    | 34    | 65,38   |
| 7  | Ronald Koeman     | 2018–2020, 2023–                 | 50    | 27    | 54,00   |
| 8  | Guus Hiddink      | 1995–1998, 2014–2015             | 49    | 26    | 53,06   |
| 9  | Elek Schwartz     | 1957–1964                        | 49    | 19    | 38,78   |
| 10 | Jaap van der Leck | 1949–1954                        | 29    | 5     | 17,24   |

Laatst bijgewerkt: 10 juni 2025

## Huidige selectie

### Spelers
De volgende spelers maken deel uit van de definitieve selectie voor de WK-kwalificatiewedstrijden wedstrijden tegen  Finland (7 juni) en  Malta (10 juni).
Statistieken bijgewerkt t/m de wedstrijd  Nederland –  Malta –  (8 – 0) van 10 juni 2025.
| Nr.         | Naam                 | Wed. | Dlpnt. | Huidige club           | Debuut |
| ----------- | -------------------- | ---- | ------ | ---------------------- | ------ |
| Doel        |                      |      |        |                        |        |
| 1           | Kjell Scherpen       | 0    | 0      | Union Sint-Gillis      | n.v.t. |
| 13          | Nick Olij            | 0    | 0      | PSV                    | n.v.t. |
| 23          | Mark Flekken         | 10   | 0      | Bayer Leverkusen       | 2022   |
| Verdediging |                      |      |        |                        |        |
| 2           | Lutsharel Geertruida | 17   | 0      | RB Leipzig             | 2023   |
| 3           | Jan Paul van Hecke   | 5    | 0      | Brighton & Hove Albion | 2024   |
| 4           | Virgil van Dijk      | 82   | 10     | Liverpool              | 2015   |
| 5           | Nathan Aké           | 54   | 5      | Manchester City        | 2017   |
| 6           | Stefan de Vrij       | 75   | 4      | Internazionale         | 2012   |
| 15          | Micky van de Ven     | 12   | 1      | Tottenham Hotspur      | 2023   |
| 16          | Jorrel Hato          | 6    | 0      | Chelsea                | 2023   |
| 22          | Denzel Dumfries      | 65   | 10     | Internazionale         | 2018   |
| Middenveld  |                      |      |        |                        |        |
| 7           | Xavi Simons          | 28   | 5      | RB Leipzig             | 2022   |
| 8           | Ryan Gravenberch     | 20   | 1      | Liverpool              | 2021   |
| 14          | Tijjani Reijnders    | 23   | 4      | Manchester City        | 2023   |
| 19          | Justin Kluivert      | 7    | 0      | AFC Bournemouth        | 2018   |
| 20          | Mats Wieffer         | 14   | 1      | Brighton & Hove Albion | 2023   |
| 21          | Frenkie de Jong      | 59   | 2      | FC Barcelona           | 2018   |
| Aanval      |                      |      |        |                        |        |
| 9           | Wout Weghorst        | 45   | 14     | Ajax                   | 2018   |
| 10          | Memphis Depay        | 102  | 50     | Corinthians            | 2013   |
| 11          | Cody Gakpo           | 40   | 15     | Liverpool              | 2021   |
| 12          | Jeremie Frimpong     | 13   | 1      | Liverpool              | 2023   |
| 17          | Noa Lang             | 14   | 3      | Napoli                 | 2021   |
| 18          | Donyell Malen        | 43   | 11     | Aston Villa            | 2019   |

### Recent opgeroepen
De volgende spelers zijn het afgelopen jaar opgeroepen voor het elftal en zijn nog beschikbaar, maar zaten niet bij de laatste selectie of zijn afgevallen nadat ze geselecteerd zijn.
Voor het laatst bijgewerkt op 27 mei 2025.
| Naam                  | Wed. | Dlpnt. | Huidige club           | Laatste oproep                                               |
| --------------------- | ---- | ------ | ---------------------- | ------------------------------------------------------------ |
| Doel                  |      |        |                        |                                                              |
| Bart Verbruggen       | 20   | 0      | Brighton & Hove Albion | Spanje thuis, 23 maart 2025                                  |
| Justin Bijlow         | 8    | 0      | Feyenoord              | Bosnië en Herzegovina thuis, 7 september 2024 (voorselectie) |
| Verdediging           |      |        |                        |                                                              |
| Matthijs de Ligt      | 50   | 2      | Manchester United      | Spanje thuis, 23 maart 2025                                  |
| Jurriën Timber        | 18   | 0      | Arsenal                | Spanje thuis, 23 maart 2025                                  |
| Ian Maatsen           | 1    | 1      | Aston Villa            | Spanje thuis, 23 maart 2025                                  |
| Devyne Rensch         | 2    | 0      | AS Roma                | Hongarije thuis, 16 november 2024                            |
| Jordan Teze           | 4    | 0      | AS Monaco              | Bosnië en Herzegovina thuis, 7 september 2024 (voorselectie) |
| Middenveld            |      |        |                        |                                                              |
| Kenneth Taylor        | 5    | 0      | Ajax                   | Spanje thuis, 23 maart 2025                                  |
| Jerdy Schouten        | 13   | 0      | PSV                    | Spanje thuis, 20 maart 2025 (voorselectie)                   |
| Quinten Timber        | 5    | 0      | Feyenoord              | Hongarije thuis, 16 november 2024                            |
| Guus Til              | 6    | 1      | PSV                    | Duitsland uit, 14 oktober 2024                               |
| Joey Veerman          | 16   | 1      | PSV                    | Hongarije uit, 11 oktober 2024 (voorselectie)                |
| Aanval                |      |        |                        |                                                              |
| Brian Brobbey         | 8    | 1      | Ajax                   | Spanje thuis, 23 maart 2025                                  |
| Joshua Zirkzee        | 6    | 1      | Manchester United      | Hongarije thuis, 16 november 2024                            |
| Steven Bergwijn       | 35   | 8      | Al-Ittihad             | Bosnië en Herzegovina thuis, 7 september 2024 (voorselectie) |
| Crysencio Summerville | 0    | 0      | West Ham United        | Bosnië en Herzegovina thuis, 7 september 2024 (voorselectie) |

### Staf
| Functie                      | Naam                | Sinds           | Contract        | Vorige club      |
| Technische staf              | Technische staf     | Technische staf | Technische staf | Technische staf  |
| ---------------------------- | ------------------- | --------------- | --------------- | ---------------- |
| Bondscoach                   | Ronald Koeman       | 2023            | 2026            | Barcelona        |
| Assistent-trainers           | Wim Jonk            | 2024            | 2026            | Volendam         |
| Assistent-trainers           | Erwin Koeman        | 2023            |                 | Beitar Jeruzalem |
| Keeperstrainer               | Patrick Lodewijks   | 2023            |                 | Everton          |
| Teammanagers                 | Rens Elbertsen      | 2023            |                 |                  |
| Teammanagers                 | Brecht Kramer       | 2023            |                 |                  |
| Medische- & Performance staf |                     |                 |                 |                  |
| Hoofd Medisch & Performance  | Edwin Goedhart      |                 |                 |                  |
| Performance trainers         | Luc van Agt         |                 |                 |                  |
| Performance trainers         | Jan Kluitenberg     | 2023            |                 |                  |
| Performance trainers         | René Wormhoudt      | 2012            |                 | Ajax             |
| Performance analisten        | David van Maurik    | 2020            |                 | Feyenoord        |
| Performance analisten        | Steijn Spreij       |                 |                 |                  |
| Fysio- en manueel therapeut  | Gert-Jan Goudswaard |                 |                 |                  |
| Masseur                      | Rob Koster          |                 |                 |                  |
| Bondsarts                    | Piet Bon            |                 |                 |                  |
| Orthopedisch chirurg         | Rien Heijboer       |                 |                 |                  |
| Overige staf                 |                     |                 |                 |                  |
| Hoofd Analyse                | Max Reckers         | 2022            |                 | Ajax             |
| Analisten                    | Gert Aandewiel      | 2019            |                 | Quick Boys       |
| Analisten                    | Dennis Demmers      | 2019            |                 | Twente           |
| Analisten                    | Cees Lok            | 2019            |                 | Bennekom         |
| Persvoorlichter              | Samuël Sanches      | 2025            |                 | Feyenoord        |
| Materiaalmannen              | Rob Koster          |                 |                 |                  |
| Materiaalmannen              | Arend de Kruijf     |                 |                 |                  |
| Materiaalmannen              | Jesse de Vente      | 2023            |                 | Feyenoord        |

Laatste update: 20 februari 2025

## Erelijst
Een overzicht van de gewonnen prijzen en medailles.

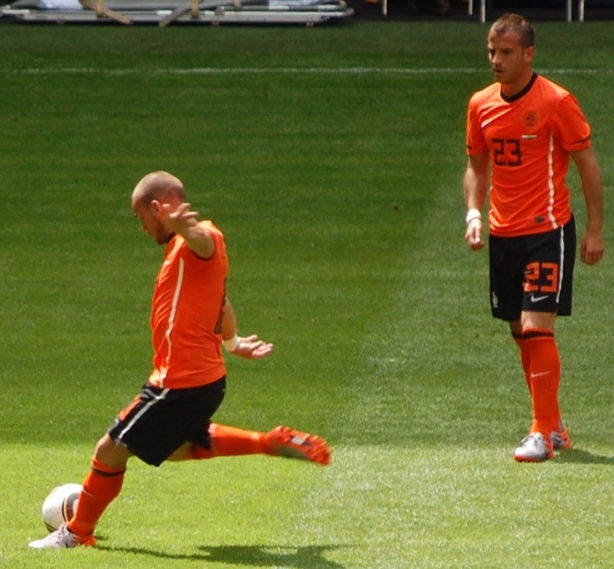
Sneijder en Van der Vaart verloren in 2010 de finale van Spanje.

| Competitie             | Winnaar           | Winnaar           | Runner-up         | Runner-up         | Derde             | Derde             |
| Competitie             | Aantal            | Jaren             | Aantal            | Jaren             | Aantal            | Jaren             |
| Intercontinentaal      | Intercontinentaal | Intercontinentaal | Intercontinentaal | Intercontinentaal | Intercontinentaal | Intercontinentaal |
| ---------------------- | ----------------- | ----------------- | ----------------- | ----------------- | ----------------- | ----------------- |
| Wereldkampioenschap    |                   |                   | 3×                | 1974, 1978, 2010  | 1×                | 2014              |
| Olympische Spelen      |                   |                   |                   |                   | 3×                | 1908, 1912, 1920  |
| Continentaal           |                   |                   |                   |                   |                   |                   |
| Europees kampioenschap | 1×                | 1988              |                   |                   | 1×                | 1976              |
| UEFA Nations League    |                   |                   | 1×                | 2019              |                   |                   |

## Interlands
De interlands in de onderstaande tabellen zijn wedstrijden van vriendschappelijke ontmoetingen of toernooien tot ± 12 maanden geleden. Ook de toekomstige interlands van het huidige jaar zijn hier te vinden. Wedstrijden voor een EK/WK hebben op deze pagina een apart stuk of zijn terug te vinden in het uitgebreide overzicht.
| Datum      | Competitie             | Tegenstander   | Locatie                                 | Uitslag          | Doelpuntenmakers |
| ---------- | ---------------------- | -------------- | --------------------------------------- | ---------------- | --- |
| 07-09-2024 | Nations League 2024/25 | Bosnië en Her. | Philips Stadion, Eindhoven              | 5 – 2            | 13' Zirkzee 1-0, 27' Demirović 1-1, 47' Reijnders 2-1, 56' Gakpo 3-1, 73' Džeko 3-2, 88' Weghorst 4-2, 90+2' Simons 5-2              |
| 10-09-2024 | Nations League 2024/25 | Duitsland      | Johan Cruijff ArenA, Amsterdam          | 2 – 2            | 2' Reijnders 1-0, 38' Undav 1-1, 48' Kimmich 1-2, 50' Dumfries 2-2                                                                   |
| 11-10-2024 | Nations League 2024/25 | Hongarije      | Puskás Aréna, Boedapest                 | 1 – 1            | 32' Sallai 1-0, 83' Dumfries 1-1 |
| 14-10-2024 | Nations League 2024/25 | Duitsland      | Allianz Arena, München                  | 1 – 0            | 64' Leweling 1-0 |
| 16-11-2024 | Nations League 2024/25 | Hongarije      | Johan Cruijff ArenA, Amsterdam          | 4 – 0            | 21' Weghorst 1-0 (pen.), 45+12' Gakpo 2-0 (pen.), 64' Dumfries 3-0, 86' Koopmeiners 4-0                                              |
| 19-11-2024 | Nations League 2024/25 | Bosnië en Her. | Bilino Polje, Zenica                    | 1 – 1            | 24' Brobbey 0-1, 67' Demirović 1-1                                                                                                   |
| 20-03-2025 | Nations League 2024/25 | Spanje         | Stadion Feijenoord, Rotterdam           | 2 – 2            | 9' Williams 0-1, 28' Gakpo 1-1, 46' Reijnders 2-1, 90+3' Merino 2-2                                                                  |
| 23-03-2025 | Nations League 2024/25 | Spanje         | Estadio Mestalla, Valencia              | 3 – 3 (5 – 4 ns) | 8' Oyarzabal 1-0 (pen.), 54' Depay 1-1 (pen.), 67' Oyarzabal 2-1, 79' Maatsen 2-2, 103' Yamal 3-2, 109' Simons 3-3 (pen.)            |
| 07-06-2025 | WK-kwalificatie 2026   | Finland        | Olympiastadion, Helsinki                | 0 – 2            | 6' Depay 0-1, 23' Dumfries 0-2 |
| 10-06-2025 | WK-kwalificatie 2026   | Malta          | Euroborg, Groningen                     | 8 – 0            | 9' Depay 1-0 (pen.), 16' Depay 2-0, 20' Van Dijk 3-0, 61' Simons 4-0, 74' Malen 5-0, 78' Lang 6-0, 80' Malen 7-0, 90' Van de Ven 8-0 |
| 04-09-2025 | WK-kwalificatie 2026   | Polen          | Stadion Feijenoord, Rotterdam           | –                | |
| 07-09-2025 | WK-kwalificatie 2026   | Litouwen       | S. Dariaus- en S. Girėnostadion, Kaunas | –                | |
| 09-10-2025 | WK-kwalificatie 2026   | Malta          | Ta' Qalistadion, Ta' Qali               | –                | |
| 12-10-2025 | WK-kwalificatie 2026   | Finland        | Johan Cruijff ArenA, Amsterdam          | –                | |
| 14-11-2025 | WK-kwalificatie 2026   | Polen          |                                         | –                | |
| 17-11-2025 | WK-kwalificatie 2026   | Litouwen       | Johan Cruijff ArenA, Amsterdam          | –                | |

KNVB ·
A-internationals ·
Bondscoaches (m) ·
Topscorers ·
Nederlands vrouwenelftal ·
Bondscoaches (v) ·
Nederland B ·
Olympisch elftal ·
Jong Oranje ·
Nederland –20 ·
Nederland –19 ·
Nederland –18 ·
Nederland –17 ·
Nederland –16 ·
Nederland –15 ·
Nederlands amateurelftal ·
Nederlands zaterdagelftal ·
Jong OranjeLeeuwinnen ·
Vrouwen –20 ·
Vrouwen –19 ·
Vrouwen –18 ·
Vrouwen –17 ·
Vrouwen –16 ·
Vrouwen –15 ·
Militair mannenelftal ·
Militair vrouwenelftal ·
Strandteam ·
Vrouwen Strandteam ·
Futsalteam ·
Vrouwen Futsalteam

EK-wedstrijden ·
WK-wedstrijden ·
Resultaten kwalificaties en eindronden ·
Nederland B-wedstrijden ·
Officieuze wedstrijden ·
EK-wedstrijden vrouwen ·
WK-wedstrijden vrouwen ·
Resultaten vrouwen kwalificaties en eindronden
1905 – 1919 ·
1920 – 1929 ·
1930 – 1939 ·
1940 – 1949 ·
1950 – 1959 ·
1960 – 1969 ·
1970 – 1979 ·
1980 – 1989 ·
1990 – 1999 ·
2000 – 2009 ·
2010 – 2019 ·
2020 – 2029
2015 ·
2016 ·
2017 ·
2018 ·
2019 ·
2020 ·
2021 · 
2022
EK's: 1976 · 
1980 · 
1988 · 
1992 · 
1996 · 
2000 · 
2004 · 
2008 · 
2012 · 
2020 · 
2024
WK's: 1934 · 
1938 · 
1974 · 
1978 · 
1990 · 
1994 · 
1998 · 
2006 · 
2010 · 
2014 · 
2022
OS: 1908 ·
1912 ·
1920 ·
1924 ·
1928 ·
1948 ·
1952 ·
2008
Albanië ·
Andorra ·
Argentinië ·
Armenië ·
Australië ·
België ·
Bosnië en Herzegovina ·
Brazilië ·
Bulgarije ·
Canada ·
Chili ·
China ·
Colombia ·
Costa Rica ·
Curaçao ·
Cyprus ·
DDR ·
Denemarken ·
Duitsland ·
Ecuador ·
Egypte ·
Engeland ·
Estland ·
Faeröer ·
Finland ·
Frankrijk ·
GOS · 
Georgië ·
Ghana ·
Gibraltar ·
Griekenland ·
Hongarije ·
Ierland ·
IJsland ·
Indonesië ·
Iran ·
Israël ·
Italië ·
Ivoorkust ·
Japan ·
Joegoslavië ·
Kameroen ·
Kazachstan ·
Kroatië ·
Letland ·
Liechtenstein ·
Luxemburg ·
Malta ·
Marokko ·
Mexico ·
Moldavië ·
Montenegro ·
Nederlandse Antillen ·
Nigeria ·
Noord-Ierland ·
Noord-Macedonië ·
Noorwegen ·
Oekraïne ·
Oostenrijk ·
Paraguay ·
Peru ·
Polen ·
Portugal ·
Qatar ·
Roemenië ·
Rusland ·
Saarland ·
San Marino ·
Saoedi-Arabië ·
Schotland ·
Senegal ·
Servië en Montenegro ·
Slovenië ·
Slowakije ·
Sovjet-Unie ·
Spanje ·
Suriname ·
Thailand ·
Tsjechië ·
Tsjecho-Slowakije ·
Tunesië ·
Turkije ·
Uruguay ·
Verenigd Koninkrijk ·
Verenigde Staten ·
Wales ·
Wit-Rusland ·
Zuid-Afrika ·
Zuid-Korea ·
Zweden ·
Zwitserland
Argentinië (1978) ·
Argentinië (2006) ·
Argentinië (2014) ·
Argentinië (2022) ·
Australië (2014) ·
Brazilië (2014) ·
Chili (2014) · 
Costa Rica (2014) ·
Denemarken (2010) ·
Denemarken (2012) ·
Duitsland (2012) · 
Ecuador (2022) · 
Frankrijk (2008) ·
Italië (2008) ·
Ivoorkust (2006) ·
Japan (2010) ·
Kameroen (2010) ·
Mexico (2014) · 
Noord-Macedonië (2021) · 
Oekraïne (2021) · 
Oostenrijk (2021) · 
Portugal (2006) ·
Portugal (2012) ·
Portugal (2019) ·
Qatar (2022) ·
Roemenië (2008) ·
Rusland (2008) ·
San Marino (2011) ·
Senegal (2022) ·
Servië en Montenegro (2006) ·
Sovjet-Unie (1988) ·
Spanje (2010) ·
Spanje (2014) ·
Tsjechië (2021) · 
Uruguay (2010) ·
Verenigde Staten (2022) · 
West-Duitsland (1974)
 Albanië ·  Andorra ·  Armenië ·  Azerbeidzjan ·  België ·  Bosnië en Herzegovina ·  Bulgarije ·  Cyprus ·  Denemarken ·  Duitsland ·  Engeland ·  Estland ·  Faeröer ·  Finland ·  Frankrijk ·  Georgië ·  Gibraltar ·  Griekenland ·  Hongarije ·  Ierland ·  IJsland ·  Israël ·  Italië ·  Kazachstan ·  Kosovo ·  Kroatië ·  Letland ·  Liechtenstein ·  Litouwen ·  Luxemburg ·  Malta ·  Moldavië ·  Montenegro ·  Nederland ·  Noord-Ierland ·  Noord-Macedonië ·  Noorwegen ·  Oekraïne ·  Oostenrijk ·  Polen ·  Portugal ·  Roemenië ·  Rusland ·  San Marino ·  Schotland ·  Servië ·  Slovenië ·  Slowakije ·  Spanje ·  Tsjechië ·  Turkije ·  Wales ·  Wit-Rusland ·  Zweden ·  Zwitserland
 Bohemen ·  Bohemen en Moravië ·  Duitse Democratische Republiek ·  Ierland ·  Joegoslavië ·  Servië en Montenegro ·  Tsjecho-Slowakije ·  GOS ·  Saarland ·  Sovjet-Unie